# Catopsis nitida
Catopsis nitida är en gräsväxtart som först beskrevs av William Jackson Hooker, och fick sitt nu gällande namn av August Heinrich Rudolf Grisebach. Catopsis nitida ingår i släktet Catopsis och familjen Bromeliaceae. Inga underarter finns listade i Catalogue of Life.